# Bartłomiej Nita
Bartłomiej Nita (ur. 1978 we Wrocławiu) – polski ekonomista, nauczyciel akademicki, prorektor Uniwersytetu Ekonomicznego we Wrocławiu w kadencjach 2016–2020 i 2020–2024.

## Życiorys
W 2003 ukończył studia z zakresu finansów i bankowości na Wydziale Zarządzania i Informatyki Akademii Ekonomicznej im. Oskara Langego we Wrocławiu. Doktoryzował się tamże w 2005 w oparciu o pracę pt. Rachunkowość zarządcza we wspomaganiu zarządzania wartością przedsiębiorstwa. Stopień naukowy doktora habilitowanego uzyskał w 2011 na Uniwersytecie Ekonomicznym we Wrocławiu na podstawie rozprawy Rola rachunkowości zarządczej we wspomaganiu zarządzania dokonaniami przedsiębiorstwa.
Jako nauczyciel akademicki związany z Akademią Ekonomiczną im. Oskara Langego we Wrocławiu, przekształconą w 2008 w Uniwersytet Ekonomiczny, na którym w 2012 objął stanowisko profesora nadzwyczajnego. W 2014 został kierownikiem Katedry Teorii Rachunkowości i Analizy Finansowej w Instytucie Rachunkowości na Wydziale Zarządzania, Informatyki i Finansów. W 2016 wybrany na prorektora Uniwersytetu Ekonomicznego we Wrocławiu na kadencję 2016–2020 (od 1 września 2016).
Specjalizuje się m.in. w zagadnieniach związanych z rachunkowością i finansami przedsiębiorstw. Opublikował ponad 140 prac z tego zakresu. W 2008 otrzymał przyznawane przez „Gazetę Prawną” i KMPG wyróżnienie „Złote Skrzydła” za książkę Rachunkowość w zarządzaniu strategicznym przedsiębiorstwem. Jego książka pt. Sprawozdawczość zarządcza. Analizy i raporty wewnętrzne w controllingu została uznana za najlepszą publikację ekonomiczną w kategorii „księgowość i rachunkowość” na Targach Wydawnictw Ekonomicznych (2014).